# 布雷萨诺内

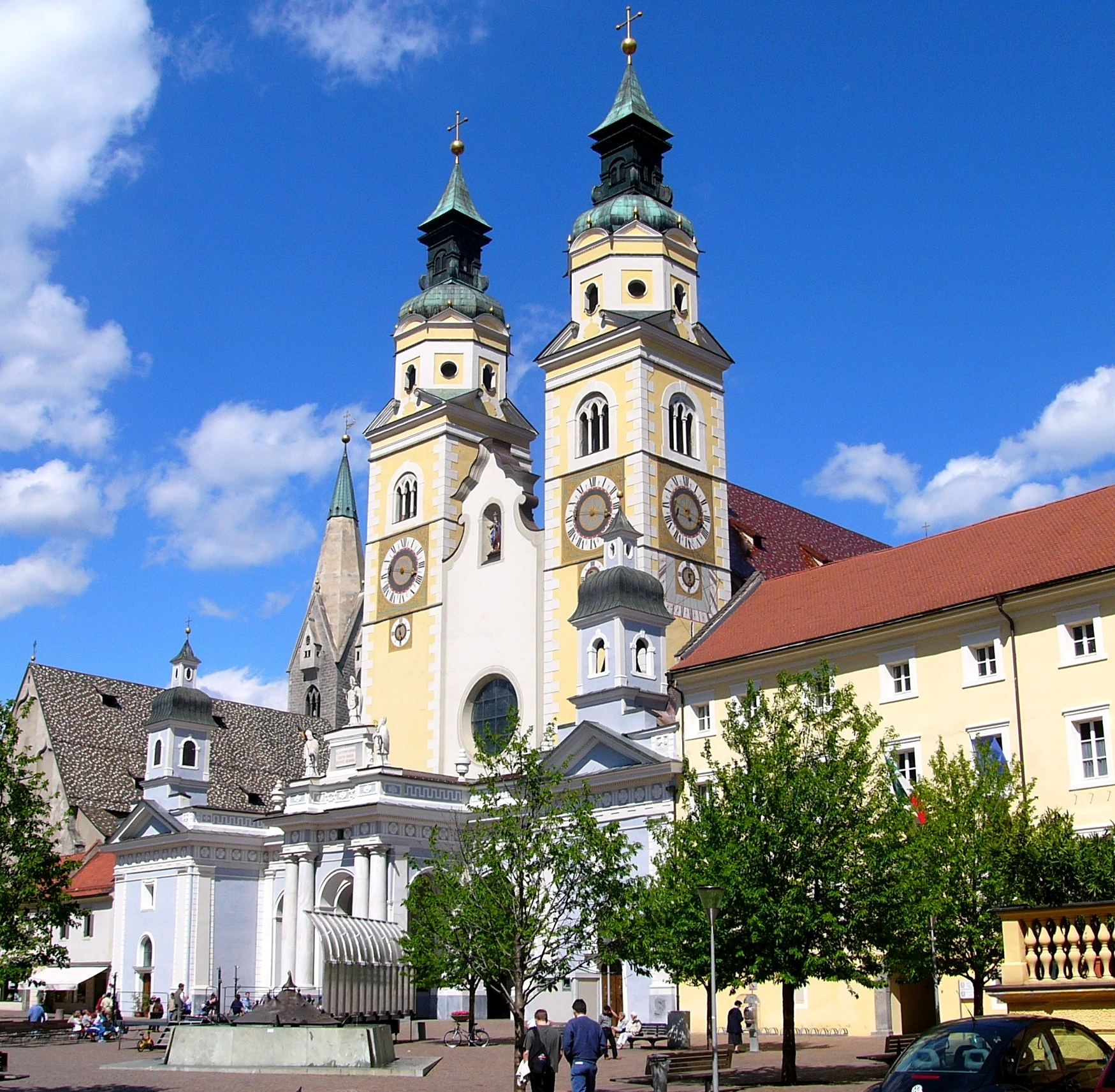
布雷萨诺内主教座堂

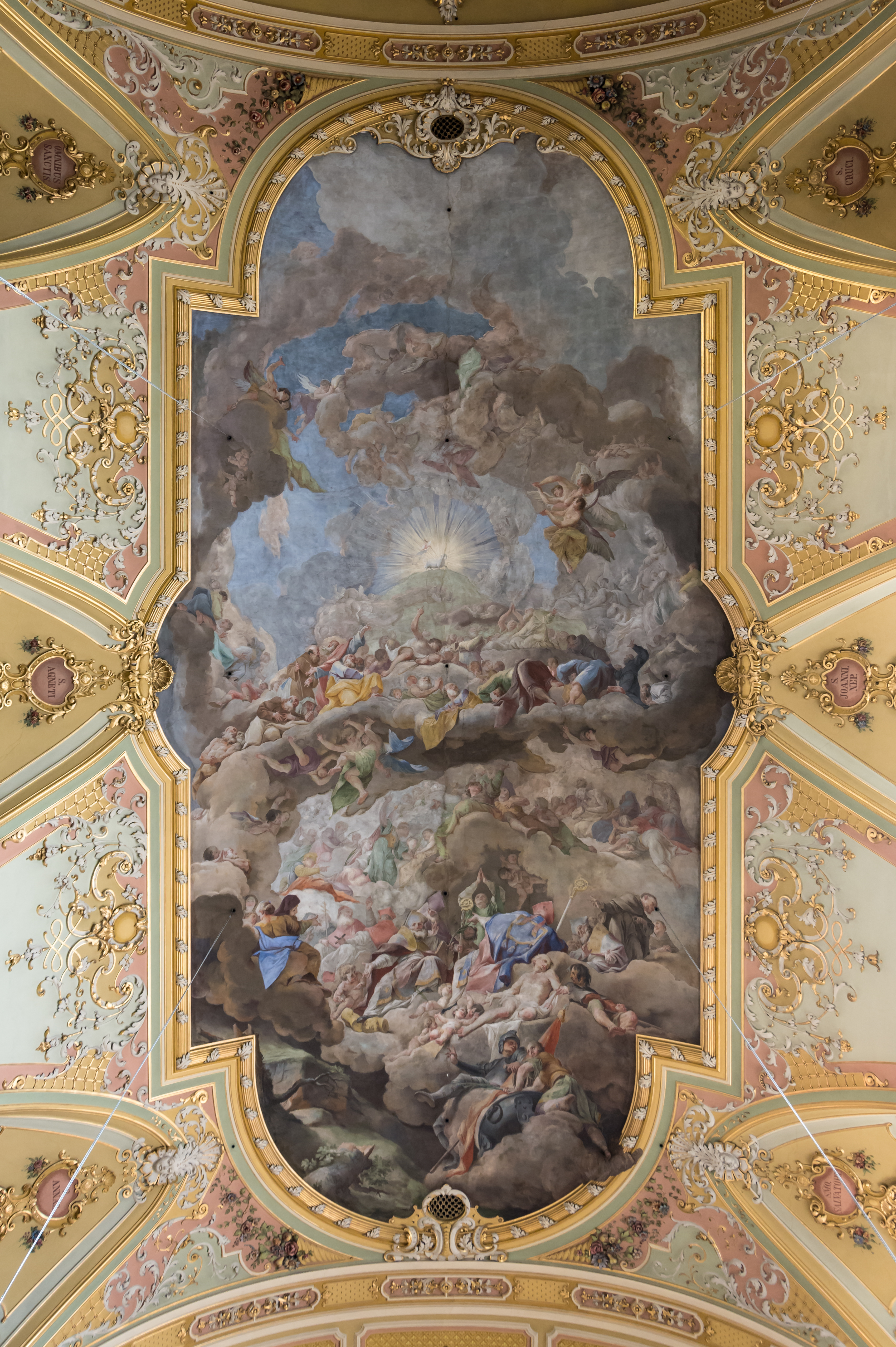
布雷薩諾內主教座堂的天頂濕壁畫

布雷萨诺内（義大利語：Bressanone），或译作布列瑟农，是意大利北部特伦蒂诺-上阿迪杰大区南蒂罗尔的一座市镇，是该省第三大城市和最古老的城镇（901年首次提及），位于博尔扎诺以北40公里，意大利-奥地利边境的勃伦纳山口以南45公里。
布雷萨诺内是一处重要的滑雪胜地。其他的活动包括水力发电，羊毛，果园和葡萄园。

## 历史
在布雷萨诺内地区，自上旧石器时代（公元前8000年）开始有人定居。还发现了石器时代后期的其他定居点。公元前15年，这一地区被古罗马征服，他们的主要居民点设在附近的萨比奥纳（Säben）。到大约590年，巴伐利亚人占领此处。 
布雷萨诺内第一次被提及是在901年。在东法兰克王国国王童子路易发表的一份文件中，Maso Prihsna被分配给萨比奥纳主教察哈里埃。随着时间的推移，“Prihsna”变成了布雷萨诺内现在的名称。992年，主教从萨比奥纳移驻此地，那时主教座堂已经完成。
1039年，布雷萨诺内的Pappo主教，被神圣罗马帝国皇帝亨利三世升格为教宗。但是，他的统治只维持了23天。然而，在同一个世纪，布雷萨诺内成为一个独立的教会亲王管区（ecclesiastical principate）的中心，在随后的岁月中，它为生存而挣扎，对手是毗邻的蒂罗尔。1115年，环绕布雷萨诺内的第一道城墙完成。
1803年，布雷萨诺内教会亲王管区世俗化，被并入奥地利帝国。第一次世界大战结束后，布雷萨诺内被并入意大利。

## 景观
- 主教座堂（10世纪）, 13世纪和1745-1754年两度重建，巴洛克风格，天花板有保罗特罗格尔的大型壁画《羔羊的崇拜》。
- 文艺复兴式的主教宫（13世纪），波尔扎诺自治省主要的贵族府邸之一。教区博物馆拥有一些艺术品，包括为卡尔·弗兰兹·劳德荣（Karl Franz Lodron）主教创作，有5000个人物的presepe。
- 圆形的本堂区圣堂圣弥额尔教堂（11世纪）。哥特式的唱经楼和钟楼建于15世纪，而中央走道建于16世纪，主要艺术品是15世纪的一个木制 Cireneus。
- 布雷萨诺内药房博物馆（Pharmaziemuseum Brixen）位于有近500年历史的房屋中，显示“城市药房”的发展和变化。自1787年以来Peer家族一直在这个地点经营着这座药房（目前已是第7代）。在博物馆精心修复的房间内，可以看到数百年间制药行业的发展和变化，从海狸或古埃及木乃伊碎片开始。

布雷萨诺内城外有罗登哥城堡，是当时最强大的城堡之一。它拥有13世纪初的珍贵壁画。同样重要的是Waidbruck的Reifenstein城堡和Trostburg城堡。后来居住着冒险家和游吟诗人 奥斯瓦尔德·冯·沃尔肯施泰因（Oswald von Wolkenstein）。 

## 社会

### 语言分布
2008年，大部分居民以德语为第一语言（73.13%），其余居民以意大利语和拉登语为第一语言，分别占人口的25.65%和1.23%。 
而根据2011年的人口普查，以德语为第一语言的居民占有72.82%，其余的居民以意大利语和拉丁语为第一语言，分别占人口的25.84%和1.34%。

## 交通
布雷萨诺内位于勃伦纳铁路线上，设有一个车站。这条铁路连接意大利的维罗纳和奥地利蒂罗尔州的因斯布鲁克。未来这条铁路线的作用将部分被勃伦纳隧道取代，这条隧道绕开了布雷萨诺内。 
勃伦纳公路有两个出口通往该镇。

## 活动
布雷萨诺内主办了2009年世界青年田径锦标赛。
國際攀聯ifsc主辦了- 2022抱石世界盃

## 友好城市
- 雷根斯堡, 德国 -  1969年
- Havlíčkův Brod, 捷克共和国 -  1992年
- Bled, 斯洛文尼亚 -  2004年